# Harry Potter: Mastering Magic
Harry Potter: Mastering Magic (рус. «Гарри Поттер: Уроки магии») — двумерная игра для мобильного телефона с поддержкой J2ME, разработанная и изданная компанией EA Mobile, подразделением Electronic Arts, 20 декабря 2007 года.
Выпуск игры был приурочен к премьере фильма «Гарри Поттер и Орден Феникса».

## Игровой процесс
Игра «Гарри Поттер: Уроки магии» выполнена в жанре логической головоломки с рисованной двумерной графикой.
Игрок, управляя тремя главными героями серии романов — Гарри Поттером, Роном Уизли и Гермионой Грейнджер, посещает различные уроки пятого курса школы чародейства и волшебства Хогвартс, и выполняет логические задания. Курс каждого из предметов (зельеварения, травологии и т.д.) выполнен в характерной стилистике и отличается правилами игры.
Игра содержит 16 уровней.
Управление осуществляется при помощи клавиш 2, 4, 6 и 8 на клавиатуре мобильного телефона.

## Рецензии и оценки
Игра была положительно оценена специализирующимися на мобильных играх изданиями. Так, популярный сайт IGN поставил игре 7 баллов из 10-ти, положительно отметив качество логических задачек и прорисовку графики, сравнив Mastering Magic с Brain Age и Big Brain Academy.
Другой сайт, Pocket Gamer, также высоко оценил игру в своем обзоре, присудив ей бронзовую награду.